# Los Viernes Tu Nueva Música
Los Viernes Tu Nueva Música es un día internacional establecido para el lanzamiento de sencillos y álbumes musicales. El nuevo día de lanzamiento global entró en vigor el 10 de julio de 2015 en más de 45 importantes mercados de música grabada en todo el mundo con nueva música siendo lanzada los viernes.
El anuncio oficial fue hecho el 11 de junio de 2015 por la Federación Internacional de la Industria Fonográfica (IFPI), que representa a la industria discográfica mundial. La medida significa que la nueva música estará disponible el mismo día en todo el mundo en lugar de en diferentes días de lanzamiento nacional, siendo los lunes para los lanzamientos en Francia y el Reino Unido, los martes en Estados Unidos y Canadá y los viernes, por ejemplo, en Alemania y Australia.
Los lanzamientos de música ahora están disponibles uniformemente en todo el mundo los viernes a las 00:01 hora local en los 45 países signatarios. De estos, 11 países ya tenían su música de lanzamiento los viernes, mientras que los mercados restantes tuvieron que cambiar su día de lanzamiento cuando los nuevos álbumes y sencillos estarían disponibles. Esta medida pone fin de manera efectiva al fenómeno anterior en el que la nueva música no estaba disponible en un país cuando estaba legalmente disponible en otro lugar.
Sin embargo, en algunos mercados, en particular, Asia, la música destinada a los mercados locales seguirá lanzándose en otros días. Por ejemplo, los artistas nacionales en Japón continuarán lanzando nueva música los miércoles, dos días antes que la música de los mercados internacionales.
La medida ha cambiado los días tradicionales anteriores en los que se publicaban listas musicales a medida que las listas oficiales de los países intentaban adaptarse al nuevo «día global» para los lanzamientos, de modo que capturan las ventas y streaming de una semana completa desde los viernes por la mañana hasta los jueves por la noche.